# Kale Clague
Kale Clague (* 5. Juni 1998 in Regina, Saskatchewan) ist ein kanadischer Eishockeyspieler, der seit Juli 2022 bei den Buffalo Sabres aus der National Hockey League unter Vertrag steht und parallel für deren Farmteam, die Rochester Americans, in der American Hockey League auf der Position des Verteidigers spielt. Zuvor verbrachte Clague etwas mehr als drei Spielzeiten in der Organisation der Los Angeles Kings, die ihn im NHL Entry Draft 2016 ausgewählt hatten, sowie ein Jahr bei den Canadiens de Montréal.

## Karriere
Kale Clague wuchs in Lloydminster in der Provinz Alberta auf und spielte in der Jugend bei den Lloydminster Heat und den Lloydminster Bobcats in der Alberta Midget Hockey League. Beim Bantam Draft der Western Hockey League (WHL) wurde der Verteidiger im Jahr 2013 in der ersten Runde als sechster Spieler von den Brandon Wheat Kings ausgewählt. Nachdem er die Saison 2013/14 noch bei den Lloydminster Bobcats beendet hatte, kam Clague gegen Ende der WHL-Spielzeit noch zweimal für die Wheat Kings zum Einsatz. Ab der Saison 2015/16 stieg er zum Stammspieler bei den Brandon Wheat Kings auf, absolvierte 71 Spiele und erzielte 43 Scorerpunkte. Am Ende der Spielzeit sicherten sich die Wheat Kings den Ed Chynoweth Cup und somit die Meisterschaft in der Western Hockey League. Darüber hinaus nahm er am CHL Top Prospects Game teil.
Beim NHL Entry Draft 2016 wurde Kale Clague an 51. Position von den Los Angeles Kings ausgewählt, wo er am 7. März 2017 einen dreijährigen Einstiegsvertrag unterzeichnete. Während der Spielzeit 2016/17 absolvierte er 48 Spiele für die Brandon Wheat Kings, in denen er 40 Scorerpunkte erzielte und anschließend ins WHL East First All-Star Team berufen wurde. Die folgende Spielzeit verbrachte der Abwehrspieler noch zur Hälfte bei den Brandon Wheat Kings, bevor er am 10. Januar 2018 zu den Moose Jaw Warriors geschickt wurde. Mit diesen gewann er die Scotty Munro Memorial Trophy als punktbestes Team der Spielzeit und er wurde am Saisonende mit der Bill Hunter Memorial Trophy als bester Verteidiger der WHL ausgezeichnet. Zudem fand er abermals im All-Star-Team der Eastern Conference Berücksichtigung. Zu Beginn der NHL-Saison 2018/19 stand Clague im vorläufigen Kader der Los Angeles Kings, wurde allerdings von dort am 1. Oktober 2018 zu den Ontario Reign geschickt, dem Farmteam der Kings aus der American Hockey League (AHL).
Sein Debüt für die Kings in der National Hockey League (NHL) gab Clague schließlich im Dezember 2019, dennoch pendelte er in den folgenden Jahren bis zum Dezember 2021 im wieder zwischen der NHL und AHL. Schließlich wurde der Verteidiger im Dezember 2021 über den Waiver von den Canadiens de Montréal ausgewählt. Dort beendete er die Saison 2021/22 und wechselte anschließen als Free Agent zu den Buffalo Sabres.

### International
Im Jahr 2014 nahm Clague für das Team Canada Black an der World U-17 Hockey Challenge im November teil. Im Jahr 2015 gewann er mit der kanadischen Nationalmannschaft das Ivan Hlinka Memorial Tournament mit einem Finalsieg über das Team aus Schweden. 2017 wurde der Verteidiger in den Nationalmannschaftskader für die U20-Junioren-Weltmeisterschaft berufen, wo er mit dem Team die Silbermedaille errang. Im folgenden Jahr wurde er mit der kanadischen U20-Nationalmannschaft Weltmeister.

## Erfolge und Auszeichnungen
| - 2016 Teilnahme am CHL Top Prospects Game - 2016 Ed-Chynoweth-Cup-Gewinn mit den Brandon Wheat Kings - 2017 WHL East First All-Star Team | - 2018 Bill Hunter Memorial Trophy - 2018 WHL East First All-Star Team - 2020 Teilnahme am AHL All-Star Classic |

### International
- 2015 Goldmedaille beim Ivan Hlinka Memorial Tournament
- 2017 Silbermedaille bei der U20-Weltmeisterschaft
- 2018 Goldmedaille bei der U20-Weltmeisterschaft

## Karrierestatistik
Stand: Ende der Saison 2023/24

### International
Vertrat Kanada bei:
- World U-17 Hockey Challenge im November 2014
- Ivan Hlinka Memorial Tournament 2015
- U20-Weltmeisterschaft 2017
- U20-Weltmeisterschaft 2018

(Legende zur Spielerstatistik: Sp oder GP = absolvierte Spiele; T oder G = erzielte Tore; V oder A = erzielte Assists; Pkt oder Pts = erzielte Scorerpunkte; SM oder PIM = erhaltene Strafminuten; +/− = Plus/Minus-Bilanz; PP = erzielte Überzahltore; SH = erzielte Unterzahltore; GW = erzielte Siegtore; 1 Play-downs/Relegation; Kursiv: Statistik nicht vollständig)